# Chirita fruticola
Chirita fruticola är en tvåhjärtbladig växtart som beskrevs av Hsi Wen Li. Chirita fruticola ingår i släktet Chirita och familjen Gesneriaceae. Inga underarter finns listade i Catalogue of Life.